# علی‌آباد (خشک‌رود، دو)
علی‌آباد روستایی در دهستان خشک‌رود بخش مرکزی شهرستان زرندیه استان مرکزی ایران است.

## جمعیت
بر پایه سرشماری عمومی نفوس و مسکن در سال ۱۳۹۵ جمعیت این روستا ۷۲ نفر (۲۲خانوار) بوده‌است.